# سیمینه‌رود
سیمینه‌رود (طاطائو) رودی است که در بخش گسترده‌ای از حوزه نگهداری شهرستان‌های سقز، بوکان و میاندوآب قرار دارد.
سیمینه‌رود از کوهستان‌های منطقهٔ سقز و بانه و کردستان عراق سرچشمه گرفته و پس از عبور از سقز، بوکان و میاندوآب به دریاچه ارومیه می‌ریزد.
همچنین رود سیمینه‌رود از جنوب شهرستان میاندوآب گذشته، زمین‌های فراوانی را در محدودهٔ میاندوآب آبیاری می‌کند.

## نام
نام قدیم این رودخانه طاطائو (با ریشه مغولی) بود. در سال 1316 و در دوران پهلوی اول در راستای حذف زبان اقوام نام این رود به سیمینه رود تغییر یافت. 

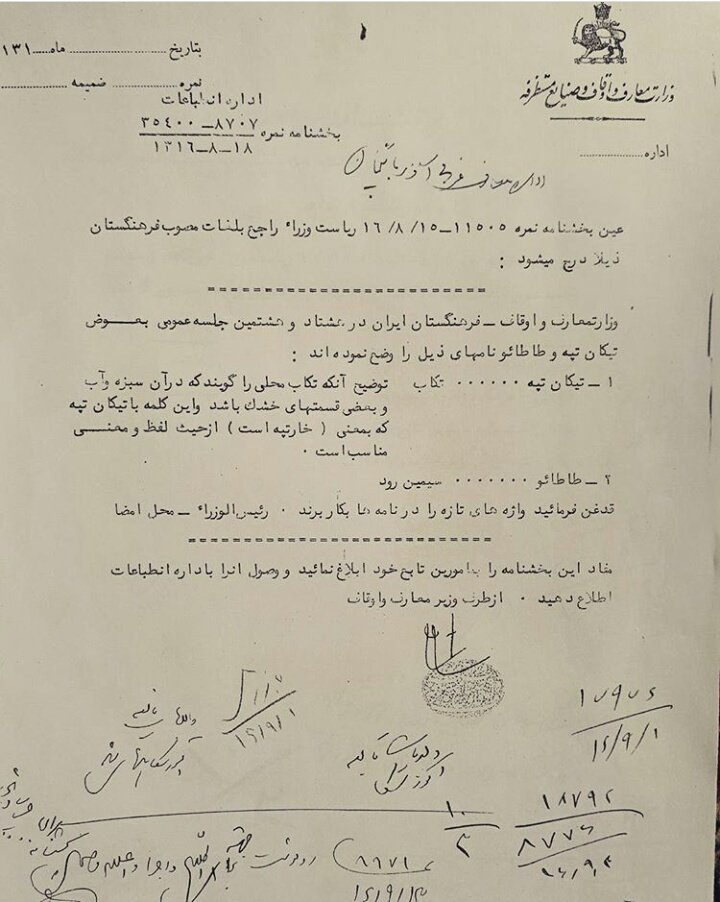
سند تغییر نام طاطائو چای به سیمینه رود در دوران پهلوی

## حوزه
سیمینه‌رود در مسیر خود شاخه‌های زیادی از ترجان و اسکی‌بغداد و کهریز ایوبی دریافت کرده و از غرب بوکان گذشته، در سر راه خود شاخه‌های چندی از رودهای کوچک به آن می‌پیوندد و در موازات زرینه رود حرکت کرده وارد جلگهٔ میاندوآب می‌شود. آب سیمینه‌رود کمتر از آب زرینه رود است.
طول سیمینه‌رود ۲۰۰ کیلومتر و مساحت حوضه آبگیر آن در محل داشبند ۲۰۹۰ کیلومتر مربع و میانگین آب سالانه آن معادل ۶۴۰ متر مکعب است. آبدهی آن ۹٫۶۷ مترمکعب در ثانیه می‌باشد.